# 王凤阁
王凤阁（1895年—1937年），字阿亭，男，汉族，辽宁通化人（今吉林通化），中国爱国者。"九一八"事变后，积极宣传抗日。1932年4月组织辽东民众义勇军并任司令。后参加辽宁民众自卫军，历任第十九路军司令、第三方面军总指挥，少年铁血军副总司令兼第五路军总指军。1937年3月在战斗中被日军俘虏，于4月同妻儿就义。